# Батлер, Доуз
Доуз Ба́тлер (англ. Daws Butler; 16 ноября 1916 года, Толидо, США — 18 мая 1988 года, Калвер-Сити, США) — американский актёр озвучивания, наиболее известный зрителю по персонажам Мишка Йоги, Куик Дро Макгро, Снэглпусс и Пёс Хакльберри мультфильмов киностудии Hanna-Barbera.

## Биография
Чарльз Доусон Батлер родился 16 ноября 1916 года в Толидо (штат Огайо). Отец — Чарльз Аллен Батлер, мать — Руфь Батлер. В конце 1920-х годов семья переехала в городок Ок-Парк, где Чарльз заинтересовался импрессионизмом как юмористическим выступлением на сцене (англ. Impressionist (entertainment)). С 1934 года будущий актёр стал пробовать себя на этом поприще в небольших состязаниях и добился заметного успеха. В 1941 году, он ушёл на фронт, отслужил два года во флоте, именно на войне встретился со своей будущей женой Миртис Мартин, с которой прожил около 45 лет до самой своей смерти. От этого брака у пары четверо детей: Дэвид, Дон, Пол и Чарльз.
Впервые Доуз Батлер попробовал себя в озвучивании мультфильмов в 1943 году в короткометражной ленте «Что за суета, дружище?», и в итоге за 45 лет карьеры дал свои голоса десяткам персонажей в более чем 310 мультфильмах и мультсериалах. С 1943 по 1957 год Батлер работал на компанию Metro-Goldwyn-Mayer, а затем до самой смерти на Hanna-Barbera.
С 1949 по 1954 год Батлер вел кукольное телевизионное шоу англ. Time for Beany — его напарником был Стэн Фреберг, вдвоём актёры озвучивали всех персонажей шоу. Некоторое время Батлер озвучивал персонажей мультфильмов Уолтера Ланца, в частности, пингвинёнка Чилли Вилли; в 1950-х годах принимал участие в записи юмористических пластинок (англ. St. George and the Dragonet) и юмористических радиопрограмм (англ. The Stan Freberg Show), озвучивал многочисленные различные рекламные ролики (Cap'n Crunch, Kellogg’s).
В 1984 году был удостоен Награды имени Уинзора Маккея.
Доуз Батлер скончался 18 мая 1988 года от инфаркта миокарда в Калвер-Сити, Калифорния. После смерти актёра многих его персонажей продолжил озвучивать Грег Бёрсон, который на протяжении нескольких лет брал у Батлера персональные уроки актёрского мастерства. Также Батлер был учителем многих других актёров озвучивания: Нэнси Картрайт (основная роль — Барт Симпсон), Кори Бёртон (Дейл), Джо Бевилакуа, который написал официальную биографию Доуза Батлера, совместно с ним выпустил книгу мульт-сценариев Uncle Dunkle and Donnie: Fractured Fables.

## Избранная фильмография (озвучивание мультфильмов)
- 1943 — Что за суета, дружище? / What’s Buzzin’ Buzzard? — Кролик
- 1943 — Горячая Красная Шапочка / Red Hot Riding Hood — Волк
- 1949 — Деревенская Красная Шапочка / Little Rural Riding Hood — Волк
- 1949 — Мой любимый щенок / Love That Pup — бульдог Спайк
- 1949 — Дневник Джерри / Jerry’s Diary — Дядюшка Дадли, диктор радио
- 1950 — Обманутый кот / The Framed Cat — бульдог Спайк
- 1951 — Джерри и Золотая рыбка / Jerry and the Goldfish — шеф-повар Франсуа (по радио)
- 1951 — Когда Том спит / Sleepy-Time Tom — кот Бутч / кот Молниеносный
- 1951 — Вымытый щенок[англ.] / Slicked-up Pup — бульдог Спайк
- 1952 — Маэстро магии / Magical Maestro — бродячий фокусник Мисто
- 1952 — Защитник на привязи[англ.] / Fit to Be Tied — бульдог Спайк
- 1952 — Собачья конура[англ.] / The Dog House — бульдог Спайк
- 1953 — Что должен уметь щенок[англ.] / That’s My Pup! — бульдог Спайк
- 1953 — Жизнь с Томом / Life with Tom — диктор на радио
- 1954 — Икающий щенок / Hic-cup Pup — бульдог Спайк
- 1954 — Кандидаты в бездомные / Pet Peeve — хозяйка Тома / бульдог Спайк
- 1955 — Легенда Рокабей Пойнта / The Legend of Rockabye Point — белый медведь Макси
- 1955 — Дядюшка Пекос / Pecos Pest — диктор на радио
- 1955 — Пикник[англ.] / Pup on a Picnic — бульдог Спайк
- 1955 — Умный котик / Smarty Cat — кот Бутч
- 1956 — Медведь, который любил танцевать[англ.] / Down Beat Bear — диктор на радио
- 1956 — Wideo Wabbit[англ.] — Багз Банни, говорящий голосами Маркса Граучо и Эда Нортона из сериала «Новобрачные»
- 1956 — Завтрак на свежем воздухе / Barbecue Brawl — бульдог Спайк
- 1957 — Родительская любовь[англ.] / Tops with Pops — бульдог Спайк
- 1957 — Неопровержимая улика[англ.] / Tom’s Photo Finish — хозяйка Тома / бульдог Спайк
- 1957 — Мышонок-тореадор[англ.] / Mucho Mouse — кот Молниеносный-испанец
- 1958—1961 — Шоу Пса Хакльберри[англ.] / The Huckleberry Hound Show — Пёс Хакльберри / второстепенные персонажи (в 36 эпизодах)
- 1959—1960 — Шоу Рокки и Буллвинкля / The Rocky and Bullwinkle Show — различные персонажи из сказок (в 12 эпизодах)
- 1959—1965 — Loopy De Loop[англ.] — волк Лупи де Луп (в 48 эпизодах)
- 1960—1965 — Флинтстоуны / The Flintstones — Барни Раббл[англ.] / второстепенные персонажи (в 20 эпизодах)
- 1961—1962 — Шоу Мишки Йоги / The Yogi Bear Show — Мишка Йоги / Снэглпусс[англ.] / второстепенные персонажи (в 33 эпизодах)
- 1962—1963, 1985, 1987 — Джетсоны / The Jetsons — Элрой Джетсон / мистер Когсуэлл / Генри Орбит / второстепенные персонажи (в 75 эпизодах)
- 1964 — Мэри Поппинс / Mary Poppins — черепаха / пингвин[3]
- 1964 — Привет, я — медведь Йоги / Hey There, It’s Yogi Bear! — Мишка Йоги
- 1968 — Безумные гонки[англ.] / Wacky Races — разные персонажи (в 6 эпизодах)
- 1970 — Волшебная таможенная будка / The Phantom Tollbooth — Человек-погода
- 1985—1988 — Охота за сокровищами Йоги[англ.] / Yogi’s Treasure Hunt — Мишка Йоги / Пёс Хакльберри / второстепенные персонажи (в 16 эпизодах)
- 1987 — Джетсоны встречают Флинтстоунов[англ.] / The Jetsons Meet the Flintstones — Элрой Джетсон / мистер Когсуэлл / Генри Орбит
- 1988 — Хороший, Плохой и Пёс Хакльберри[англ.] / The Good, the Bad, and Huckleberry Hound — Мишка Йоги / Куик Дро Макгро[англ.] / Пёс Хакльберри / второстепенные персонажи